# Matthew Dunn
Matthew Dunn (* 2. September 1973 in Leeton, New South Wales) ist ein ehemaliger australischer Lagenschwimmer und Olympiateilnehmer.

## Werdegang
Dunn hatte sich auf die Kurzbahn spezialisiert und gehörte dort in den 1990er Jahren zu den herausragendsten Athleten weltweit. Obwohl er auf Grund seiner Leistungen ab 1992 mehrmals dem Olympiaaufgebot seines Landes angehörte, vermochte er nie bei Olympischen Sommerspielen eine Medaille zu erringen.
Unter seinem russischen Trainer Gennadi Touretski, der auch Alexander Popow betreute, gelangen ihm jedoch andere bedeutende Erfolge. Zu diesen zählen beispielsweise die drei Siege über 200 und 400 Meter Lagen sowie mit der Staffel über 4 × 200 Meter Freistil bei den Kurzbahnweltmeisterschaften 1995 in Rio de Janeiro sowie die Verteidigung aller drei Titel zwei Jahre darauf. Bei den Commonwealth Games konnte Dunn im Laufe seiner Karriere drei Goldmedaillen erringen und bei den Pan Pacific Swimming Championships gar sechs.

## Internationale Rekorde
Dunns wichtigster internationaler Rekord war die Weltbestmarke über 400 Meter Lagen auf der Kurzbahn, die er am 24. September 1998 mit 4:04,24 Minuten in Perth setzte und die erst am 23. Februar 2003 gebrochen wurde.
→ Für Näheres siehe in der Liste der Schwimmweltrekorde über 400 Meter Lagen.
Am 13. September 1998 unterbot er bei den Commonwealth Games in Kuala Lumpur mit der australischen Staffel den Weltrekord über 4 × 200 Meter Freistil auf 7:11,86 Minuten. Dieser Wert hielt bis zum 25. August 1999, als abermals eine australische Staffel – allerdings ohne Matthew Dunn – schneller schwamm.
→ Für Näheres siehe in der Liste der Schwimmweltrekorde über 4 × 200 Meter Freistil.
Über 200 Meter Lagen hält der Schwimmer aus New South Wales allerdings in 2:00,26 Minuten seit dem 11. September 1998 noch immer den Rekord bei den Commonwealth Games.